# Боярский, Яков Осипович
Яков Осипович Боярский (Яков Иосифович Шимшелевич; 1 [13] марта 1890, Сморгонь, Виленская губерния — 2 февраля 1940, Москва) — советский профсоюзный и театрально-общественный деятель. В 1929—1936 годах был председателем центрального комитета профсоюза работников искусства («РАБИС»), в 1937—1939 годах — директором Московского Художественного академического театра («МХАТ»).

## Биография
Родился 13 марта 1890 года в местечке Сморгонь (Виленская губерния) в еврейской семье. Отец был почтовым служащим. У Якова было пятеро братьев и две сестры; он был самым младшим ребёнком.
Учился в Минском коммерческом училище, откуда был исключён за участие в революционных кружках (близких к Бунду), в которых тайно состоял с 15 лет. В 1911 году был призван на военную службу солдатом в 101-й пехотный полк. Войну закончил писарем хозяйственной части. После Февральской революции (которую его часть застала в Румынии) был председателем ротного, потом полкового комитета, в организации которых принял активное участие.
В 1918 году демобилизовался и осел в Тверской губернии. В 1919 году вступил в РКП(б). В этом же году стал председателем Кимрского уездного Совета народного хозяйства. В 1919—1921 годах занимал должности заведующего отделом агитации и пропаганды Тверского губернского комитета РКП(б) и председателя Тверского губсовнархоза. В 1921 году участвовал в подавлении Кронштадтского восстания.
Активно участвовал в становлении профсоюзного движения СССР: в 1921—1924 годах был председателем Смоленского губернского Совета профессиональных союзов, в 1924—1925 годах — Оренбургского и Казахского, в 1926—1928 годах — Татарского областного Совета профсоюзов в Казани, в 1928—1929 годах — Средневолжского краевого Совета профсоюзов в Самаре. Участвовал в съездах РКП(б) (начиная с десятого), съездах Советов и профсоюзов. Избирался во ВЦИК и ЦИК СССР. Во время работы в Казахстане в 1925 году познакомился с Н. И. Ежовым. В 1920-е годы стал использовать в качестве партийного псевдонима девичью фамилию матери (Боярская).
С 1929 года жил и работал в Москве. В 1929—1936 годах был председателем ЦК профсоюза работников искусства («РАБИС»). В 1930 году стал одним из основателей Клуба мастеров искусств. О его организаторской работе положительно отзывался в 1929 году художественный руководитель Еврейского театра С. М. Михоэлс.
26 января—10 февраля 1934 года делегат XVII съезда ВКП(б).
Посетивший в 1934 году СССР французский искусствовед Поль Гзелль характеризовал Боярского как «человека с очень живым умом и необычайно деятельного». Положительные отзывы оставили Б. М. Филиппов, И. С. Козловский. В 1936 году Боярский пытался заступиться за гонимого властью А. Я. Таирова.
В 1936—1937 годах стал первым заместителем председателя Комитета по делам искусств при СНК СССР. В 1937 году вместо репрессированного М. П. Аркадьева стал директором Московского художественного академического театра (МХАТ). При нём были выпущены спектакли «Горе от ума» (1938), «Земля» (эту «октябрьскую премьеру» Боярский курировал с особым вниманием), «Достигаев и другие», «Половчанские сады» (по мере репетиций в фабуле выдвинулся мотив разоблачения шпиона, проникшего в символические дом и сад Маккавеевых). П. А. Марков позитивно оценил работу нового директора. В этой должности имел напряжённые отношение с К. С. Станиславским, но хорошие с В. И. Немировичем-Данченко. Он также пытался вернуть на работу в МХАТ М. А. Булгакова, однако писатель его недолюбливал и не отозвался.
Семья Боярских дружила с С. М. Эйзенштейном, который часто бывал у них в гостях. Они также были дружны с семьёй Ежовых, одно время даже снимали общую дачу, на которой гостили В. В. Маяковский, Л. Ю. Брик, Н. Н. Асеев, И. Э. Бабель, Э. Г. Багрицкий и по соседству с которой жил Я. С. Агранов.

### Арест и расстрел

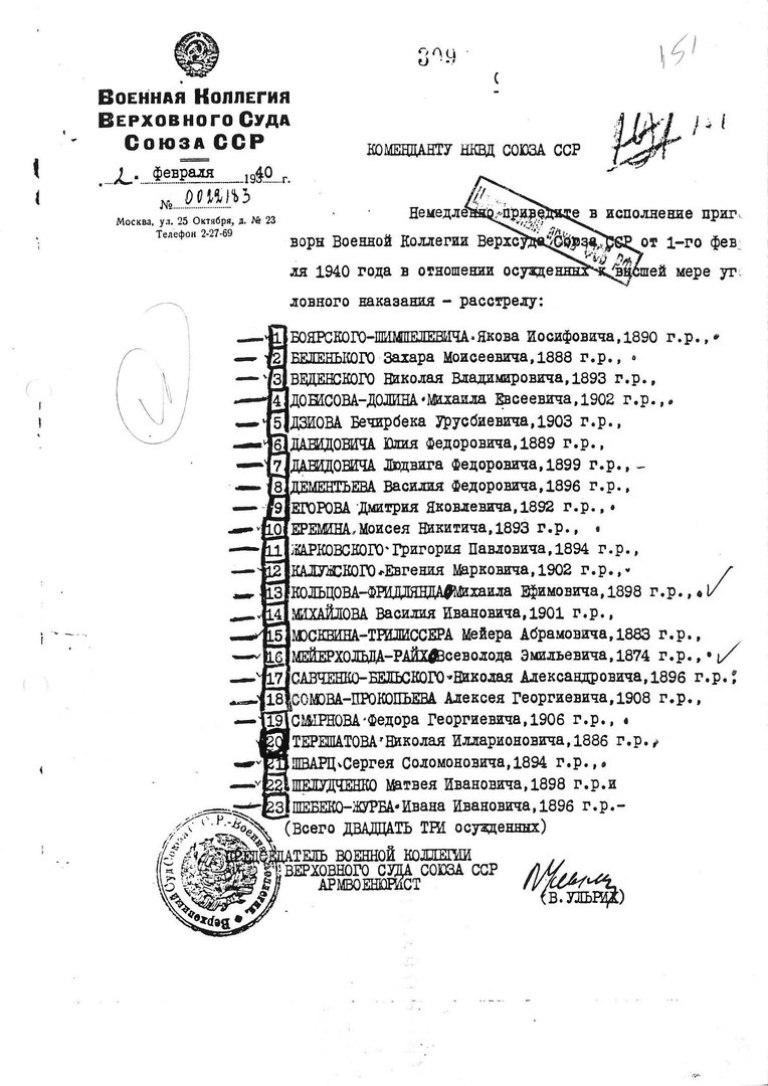
Предписание В. В. Ульриха о расстреле осуждённых. В списке — Я. О. Боярский, М. Е. Кольцов, В. Э. Мейерхольд и другие

После ареста в 1939 году Н. И. Ежов дал признательные показания в гомосексуальных связях (начиная с 1934 года по 1990-е это считалось преступлением). Среди своих любовников он назвал Боярского, с которым якобы встречался в 1925 году в Оренбурге. На основе показаний Ежова 5 июля 1939 года Боярский был арестован. На допросе он отказывался дать показания о якобы имевшей место «контрреволюционной деятельности», но не отрицал своей гомосексуальности (возможно, пытаясь избежать политического обвинения).
Внесен в Сталинские расстрельные списки от 16 января 1940 года. 1 февраля 1940 Яков Боярский был приговорён к высшей мере наказания Военной коллегией Верховного Суда СССР за участие в «антисоветской право-троцкистской организации, действующей в городе Москве и Московской области». Он был расстрелян 2 февраля 1940 года в Москве вместе с В. Э. Мейерхольдом и М. Е. Кольцовым. Реабилитирован 3 марта 1956 года определением Военной коллегии Верховного суда СССР.

## Семья
В 1908 году женился на дочери виленского провизора и юриста Исидора Борисовича (Израиля Берковича) Арлюка, владевшего аптеками в Вильнюсе и Москве, Анне Исидоровне Арлюк (1894—?). 25 октября 1917 года в Москве у них родился сын Иосиф Яковлевич Боярский, ставший впоследствии известным деятелем кинематографа. Позднее у них родилась дочь Майя.

## Награды
- Орден «Знак Почёта» (26 октября 1938 года) — в связи с сорокалетием Московского Ордена Ленина Художественного Академического театра СССР имени М. Горького[10].

## Память

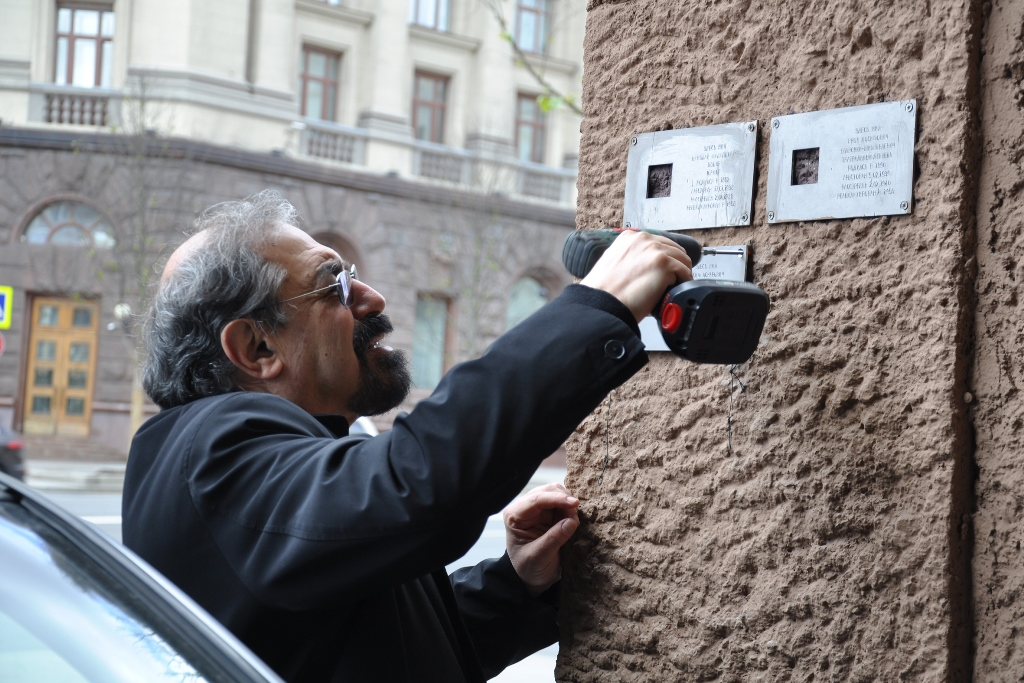
Установка знака «Последний адрес»

19 декабря 1966 года в Центральном доме работников искусств прошёл вечер памяти Якова Боярского.
2 апреля 2017 года в Москве на стене арки дома № 6 по Тверской улице был установлен мемориальный знак «Последний адрес».